# Bordado tendido
El bordado tendido o punto de setillo es el más antiguo y menos de los bordados. Se hace con hilillo, filete o torzal de oro gordo hilado, recogido en broca y juntando varias hebras que se cosen de plano unas al lado de otras con seda formando los puntos más visibles de esta especie de bordado al tiempo de encontrarse las figuras que dan al tendido distintos nombres, de setillo de dos puntos, cabino, lisonja, serpenteado, onda sencilla y doble, empedrado, a cuadritos, muestras, dado doble y sencillo, muqueta y palos quebrados.
Se hacen tendidos o puntos de setillo de dos pasadas fondos enteros de círculos grandes que dan vuelta en espiral, empezando cada uno de ellos por el centro.Se figuran iguales fondos en canutillo blanco o amarillo y por más cuidado que se ponga al tiempo de hacer el tendido, siempre las formas y contornos se echan a perder, pero se les vuelve a dar su lucimiento formándolos o perfilándolos con entorchado doble conducido con la broca y cosido a puntitos. Se varían los efectos de este bordado añadiéndole sombreados de seda y cubriendo algunas partes de hojuela de oro, etc. 